# نمازخانه سرآب گودالی‌ها
نمازخانه سرآب گودالی‌ها مربوط به دوره آل مظفر است و در میبد، محله بالا واقع شده و این اثر در تاریخ ۲۵ اسفند ۱۳۷۹ با شمارهٔ ثبت ۳۶۹۲ به‌عنوان یکی از آثار ملی ایران به ثبت رسیده است.